# Йондайме (Наруто)
Четвъртият Хокаге (на японски: 四代目火影, Йондайме Хокаге) е герой от японската аниме/манга поредица Наруто, създадена от Масаши Кишимото. Истинското име на Йондайме е Минато Намиказе (на японски: 波風 ミナト).
Не се знае много за Минато, но е известно, че той е станал Генин на десет години, като негов учител е Джирая, един от Тримата легендарни Саннини. Минато е в един отбор заедно с още двама Генини, чиито имена остават неизвестни. С времето Минато става все по-добър и по-добър, като дори се научава от Джирая да призовава жаби. Неговите призоваващи способности са толкова велики, че успява дори да призовава и напълно да контролира Гамабунта (нещо, в което Джирая се проваля). С времето той става Чуунин, а след това и Джонин. Като Джонин той вече трябва да учи другите Генини, като неговия отбор е: Какаши Хатаке, Обито Учиха и Рин.
Отборът на Минато бива пратен на мисия да унищожи мост в Земята на Тревата, който нинджите от Селото скрито в Камъните използвали за да предприемат атаките си. Преди да тръгнат Минато и Рин подарили подарък на Какаши по повод неговото повишение в Джонин. Минато дава на Какаши кунай със специален символ на него. По време на мисията Минато спасява съотборниците си Обито Учиха (който не може да помръдне от страх) и Какаши (който почти бива убит от каменен нинджа, докато използва своята нова техника – Чидори). След като ги спасява, Йондайме се захваща за работа и бързо обезврежда врага със своята техника – Летящият Гръмотевичен Бог. Той критикува Какаши, за това, че не знае слабото място на своята техника и Обито, за това че се вцепенява така. Минато помага на Обито да разбере чувствата на Какаши, като му разказва историята на неговия баща – Сакумо Хатаке. На следващия ден Йондаиме оставя отбора си сам и отива да помогне на останалите нинджи в Коноха, които сериозно изостават по брой. Използвайки Летящият Гръмотевичен Бог, Минато побеждава всички шинобита от Скритото село в Камъните, като успява да се върне навреме, за да спаси Какаши и Рин, но не успява да спаси Обито, който по-рано умира, спасявайки Какаши.
Третият Хокаге решава да избере Минато като негов наследник, след като неговият първи избор Орочимару се оказва много променлив. Минато бива избран заради неговата любов към Коноха и решителността му да защити тези, които обича и които са важни за него. В академията Минато се запознава с Кушина Узумаки от Земята на Водовъртежа, Тя е джинчурикито на Кюби (деветоопашатата лисица демон), Минато спасява Кушина, когато бива отвлечена от няколко каменни нинджи, които са изпратени заради деветоопашатата, която се крие в нея. След като я спасява се влюбват и се женят един за друг. Ражда им се бебе, което кръщават Наруто. Точно след раждането ги атакува маскиран мъж. Целта му е Кюби, който се крие в Кушина, Успява да го извади и да го контролира. Минато и Кушина жертват животите си за да запечатат Кюби в Наруто.

## Биография

### Детски години
Минато Намиказе е роден на 25 януари. В Академията учи заедно с бъдещата си жена Кушина Узумаки. Мечтае да бъде забелязан от всички като стане Хокаге.
Докато учели в Академията, Кушина била отвлечена от Кимогакуре, които искали да използват чакрата и за да контролират Деветоопашатата лисица. Докато пътували към град Кумо, тя късала по няколко кичура от косата си и ги пускала на земята, с надеждата, че някой ще забележи отсъствието ѝ и ще я потърси. Минато бил единственият, който тръгнал да я търси. След като я спасил, признал на Кушина, че много харесва червената и коса. Тя също го харесала и започнали да излизат.
Завършил е с отличен успех на десет годишна възраст и се присъединил към екипа на Джирая, който проявявал голям интерес към него. Преди да поеме най-високия пост на управление, той води отряда на Какаши Хатаке и Обито Учиха.

### Хокаге
Минато е избран за Хокаге, още ненавършил 30 години. Той и Кушина решават да имат дете и да го кръстят Наруто, като героя в една от книгите на Джирая. Заради духът на Деветоопашата лисица, живеещ в нея, тя трябвало да роди на скришно и безопасно място. Малко след като Наруто се родил, маскиран мъж се опитал да убие новото семейство. Отвлякъл Кушина и освободил Деветоопашата лисица. Това предизвикало огромен хаос и разрушения в селото, с които Минато трябвало да се справи като Хокаге и да защити селото си. Кушина, на ръба на смъртта, предложила отново да запечатат Лисицата в нея. Той решил да я сложи в Наруто, заедно с малко от своята чакра и така двамата родители жертвали живота си.

### Завръщането
Шестнадесет години след смъртта на Минато идва инвазията на Пейн. В битката, Наруто е на път да загуби контрол над Деветоопашатата лисица, когато Минато се появява в съзнанието му.
Помага му да овладее Лисицата и му казва, че зад Пейн стои някой друг. (Което е важно за развоя на битката.) Това, че се е запознал с баща си, дава на Наруто сили да продължи сражението. Минато опровергава твърденията, че се е провалил още преди 16 години в опита си да помогне на народа си. За него мисията е изпълнена. Той е спасил селото от Деветоопашатата лисица – чрез сина си.